# 鐵嶺龍首山風景區
铁岭龙首山风景区是位于中華人民共和國辽宁省铁岭市银州区龙首山的一个风景区。海拔156米。南北长约3公里，东西宽约1公里，山中植被繁茂，秋景被稱為“龍首千秋”。